# Ningal
Ningal ("La Grande Signora"), dea dei canneti e delle paludi, era la consorte del Dio sumero della Luna Nanna, figlia di Enki e di Ningikuga. Madre di Utu dio del Sole (il babilonese Šamaš) e di Inanna (la babilonese Ištar) dea dell'amore, della guerra e della fecondità.
Era venerata nella città di Ur nel tempio E-Karzida.
Come dea della città, appare nelle "Lamentazioni per (la distruzione di) Ur". Storicamente la città fu assediata, conquistata e distrutta da popolazioni "barbare" dalle zone montuose di Elam e Sua, nell'epica il destino della città è voluto dall'ira di Enlil.